# تنام مبرقش
تنام مبرقش (الاسم العلمي: Crypturellus variegatus) هو نوع من الطيور يتبع جنس التنام مخفي الذيل من فصيلة التنامية.